# Nemosoma breviatum
Nemosoma breviatum là một loài bọ cánh cứng trong họ Trogossitidae. Loài này được Peyerimhoff miêu tả khoa học năm 1918.